# Jan Vaníček
Jan Vaníček (22. února 1840 Netolice – 12. října 1913 Praha) byl rakouský právník a politik české národnosti z Čech, v 2. polovině 19. století poslanec Českého zemského sněmu.

## Biografie
Studoval práva na Vídeňské univerzitě. Roku 1864 získal titul doktora práv na Karlo-Ferdinandově univerzitě v Praze. Od roku 1872 byl advokátem v Praze. Zaměřoval se na šlechtickou klientelu. Byl členem disciplinární rady pro advokáty a kandidáty advokacie. Byl také velkostatkářem. Patřily mu statky Navarov a Lstiboř.
Po obnovení ústavního systému vlády počátkem 60. let se zapojil i do politického života. V zemských volbách v Čechách roku 1861 byl zvolen na Český zemský sněm, kde zastupoval kurii venkovských obcí, obvod Vimperk, Volyně. Získal podporu veškerých volebních sborů. Do sněmu se vrátil v zemských volbách v Čechách roku 1872, nyní za obvod Prachatice, Netolice v kurii venkovských obcí. Mandát zde obhájil i v zemských volbách v Čechách roku 1878. Byl tehdy uváděn jako člen staročeské strany.
Zemřel v říjnu 1913. Jeho tělo bylo zpopelněno v Žitavě.